# Historia doktora Wassella
Historia doktora Wassella (ang. The Story of Dr. Wassell) – amerykański film z 1944 roku w reżyserii Cecila B. DeMille’a.

## Nagrody i nominacje
| Nazwa nagrody | Wygrane            | Nominacje                                                                        |
| ------------- | ------------------ | -------------------------------------------------------------------------------- |
| Oscar         | 1945 bez rezultatu | 1945 Najlepsze efekty specjalne Farciot Edouart, Gordon Jennings i George Dutton |